# Lucien Pictet

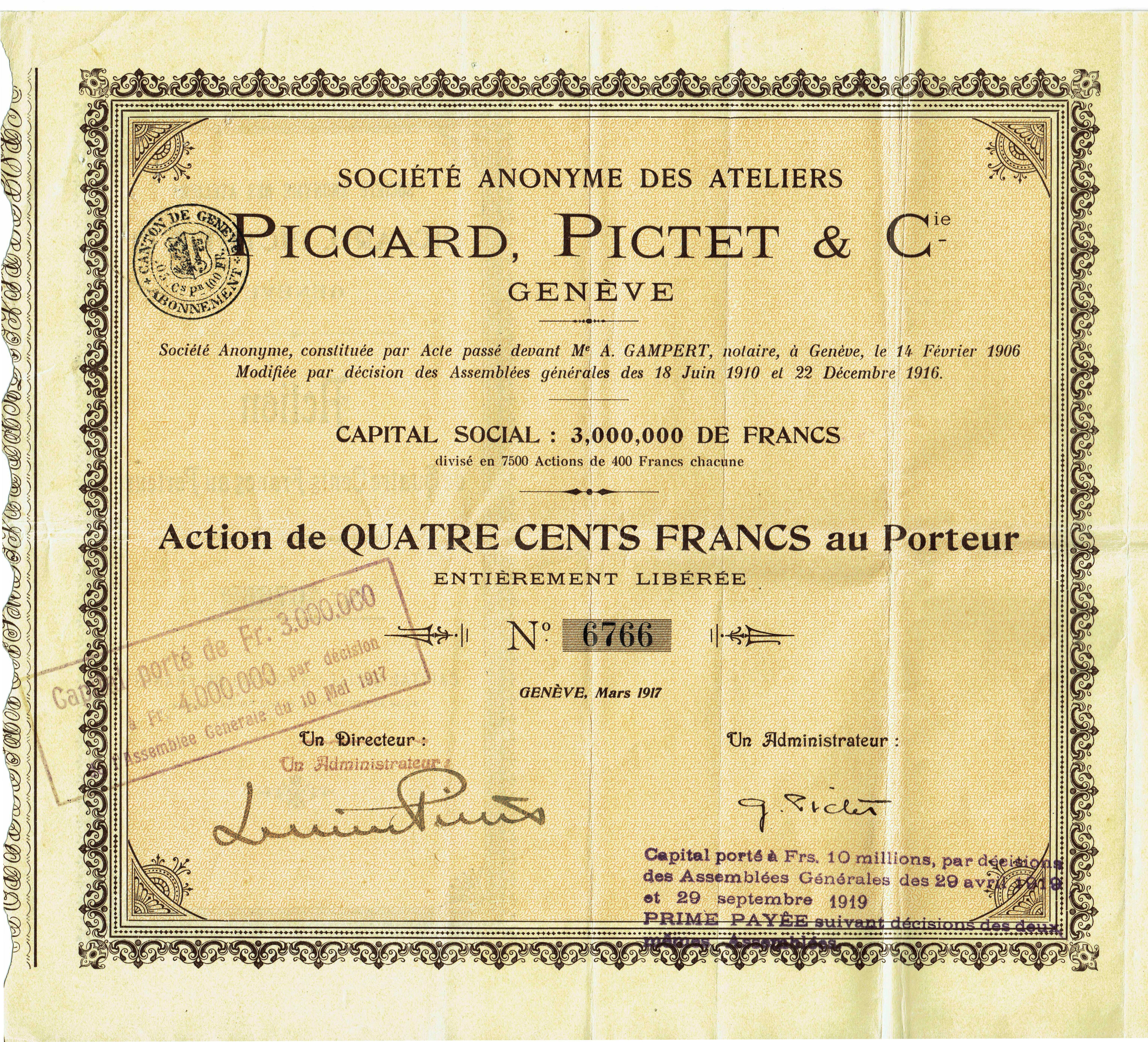
Aktie der SA des Ateliers Piccard, Pictet & Cie. mit der Unterschrift von Lucien Pictet

Lucien Pictet (* 23. April 1864 in Genf; † 3. Dezember 1928 in Paris) war ein Schweizer Ingenieur und Fabrikant. Er lieferte von 1895 bis 1920 einen Beitrag zur Entwicklung der Genfer Maschinenindustrie und war auch politisch tätig.

## Berufsweg
Pictet absolvierte ein Ingenieurstudium am Polytechnikum in Zürich. Er vertiefte sich beruflich auf den Bau von Wasserturbinen. Nach seinem Praktikum bei Escher, Wyss & Cie. arbeitete er bei den Ateliers de constructions mécaniques de Vevey (ACMV). Im Jahr 1893 trat Pictet in das Genfer Unternehmen Faesch & Piccard ein. Dieses war bekannt für die «Faesch-Piccard-Turbine», die in Genfer Betrieben zum Antrieb von Maschinen eingesetzt wurde. Das Grosskraftwerk Edward Dean Adams Power Plant an den Niagarafällen in Nordamerika ging 1895 mit Turbinen und Reglern des Genfer Unternehmens in Betrieb.
Nach dem Tod von Jules Faesch im März 1895 wurde Pictet Teilhaber der Firma, die jetzt als Piccard & Pictet firmierte. Paul Piccard (1844–1929) und Pictet wandelten das Unternehmen 1898 in die Kommanditgesellschaft Piccard, Pictet & Cie. sowie 1906 in die Aktiengesellschaft Soc. An. des Ateliers Piccard, Pictet & Cie. um. Die Firma hatte 1898 ein grösseres Werksgelände in Charmilles bezogen.
Lucien Pictet gründete 1904 die Société d’Automobiles à Genève (SAG), die 1906 mit der Produktion von Automobilen begann. Im selben Jahr nahm auch Piccard, Pictet die Automobilproduktion für die SAG auf. Konstrukteur war Marc Birkigt, der auch die Fahrzeuge für die spanische Firma La Hispano-Suiza entwarf. Nach dem Konkurs der SAG produzierte Piccard, Pictet seit 1910 Autos unter dem Markennamen «Pic-Pic». Im Ersten Weltkrieg erzielte das Unternehmen gute Gewinne mit der Herstellung von Munition für die Siegermächte. Das Aktienkapital der Firma wurde von vier Millionen Franken im Mai 1917 auf zehn Millionen im September 1919 erhöht und die Werkshallen wurden erheblich erweitert. Pictet war 1909–1911 und 1917–1920 Präsident des Verwaltungsrats. Das Unternehmen beschäftigte 1920 etwa 1800 Mitarbeiter.
Der Neubeginn mit der Produktion der «Pic-Pic»-Automobile misslang, da die Konstrukteure die Fertigungsprobleme mit den Schiebermotoren nicht in den Griff bekamen. Im Dezember 1920 musste Piccard, Pictet & Cie. Insolvenz anmelden. Als Auffanggesellschaft gründeten die Banken 1921 die Ateliers des Charmilles SA. Die Automobilproduktion der Marke «Pic-Pic» wurde mit Unterstützung durch Gnome et Rhône bis 1924 weitergeführt. – Der Turbinenbau ging nach 1981 an die Ateliers de constructions mécaniques de Vevey (ACMV). Die Georg Fischer AG (GF) übernahm 1983 den Bereich Funkenerodiermaschinen als Charmilles Technologies und baute diesen 2014 zur GF Machining Solutions aus.
Pictet war von 1901 bis 1904 demokratischer Genfer Grossrat und von 1900 bis 1914 sass er im Gemeinderat von Le Petit-Saconnex. – In den 1920er Jahren eröffnete er eine Fabrik für optische Instrumente in Frankreich.
Lucien Pictet starb am 3. Dezember 1928 in Paris.

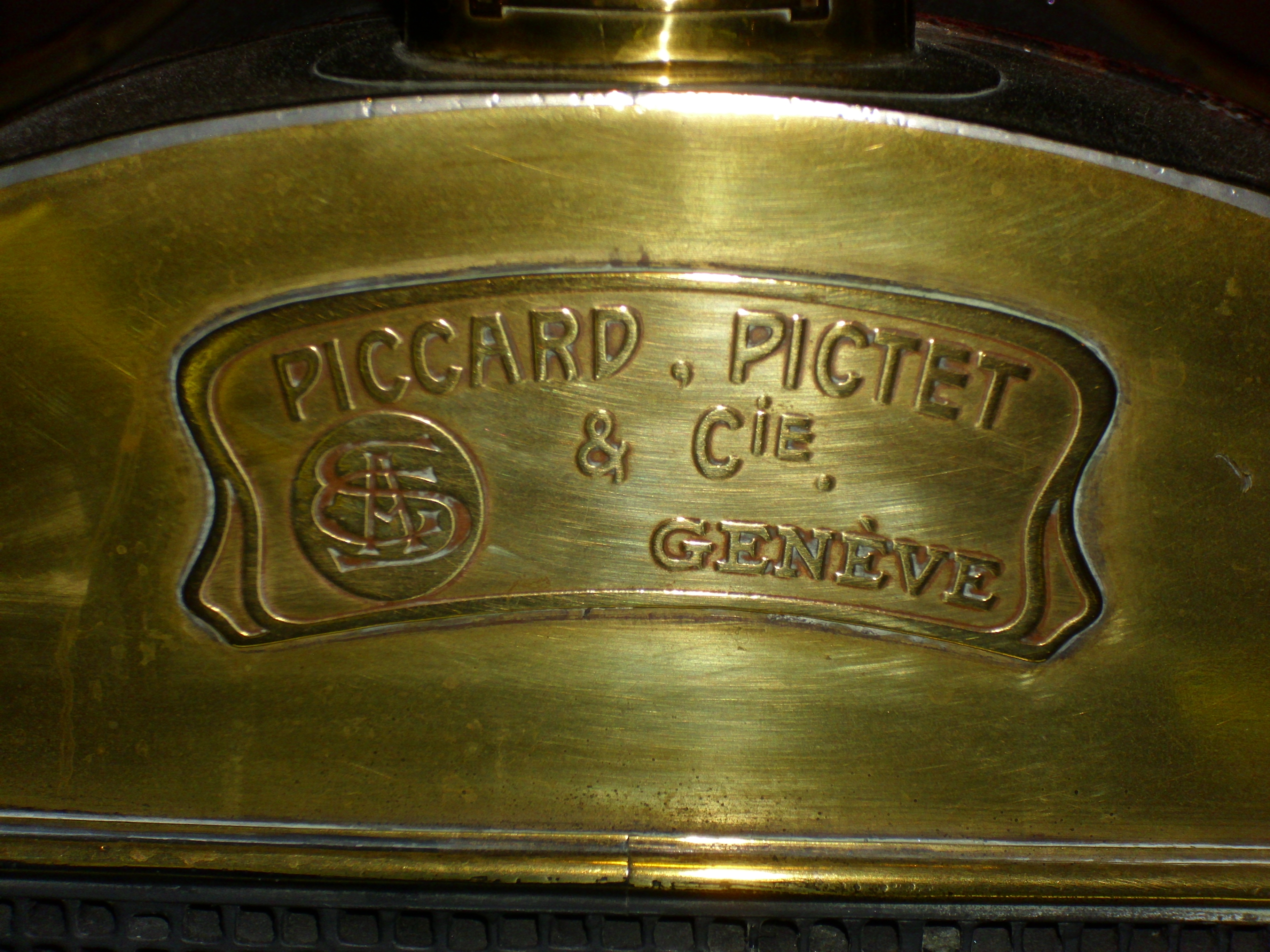
Kühleremblem SAG – Piccard, Pictet
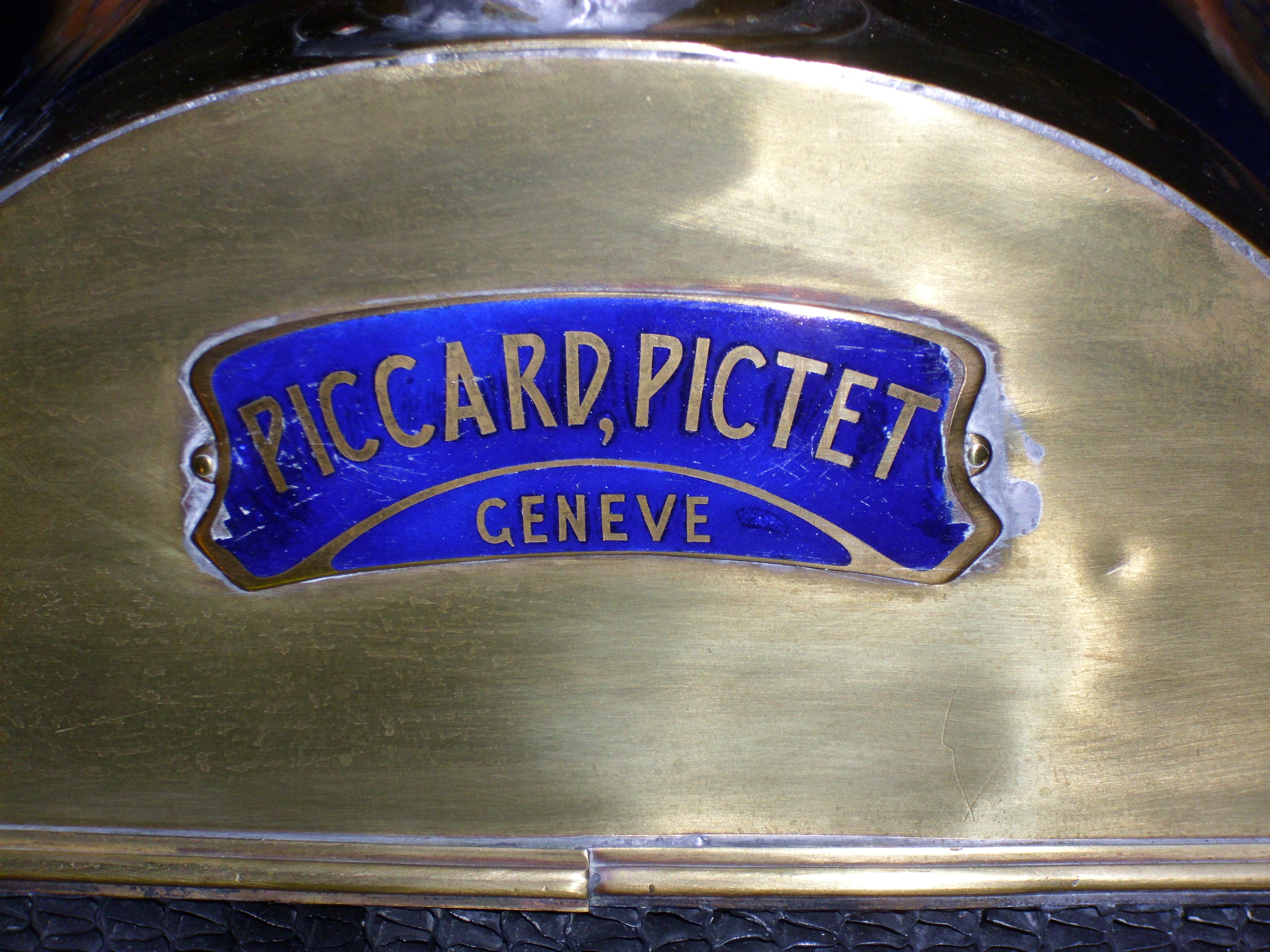
Kühleremblem Piccard, Pictet
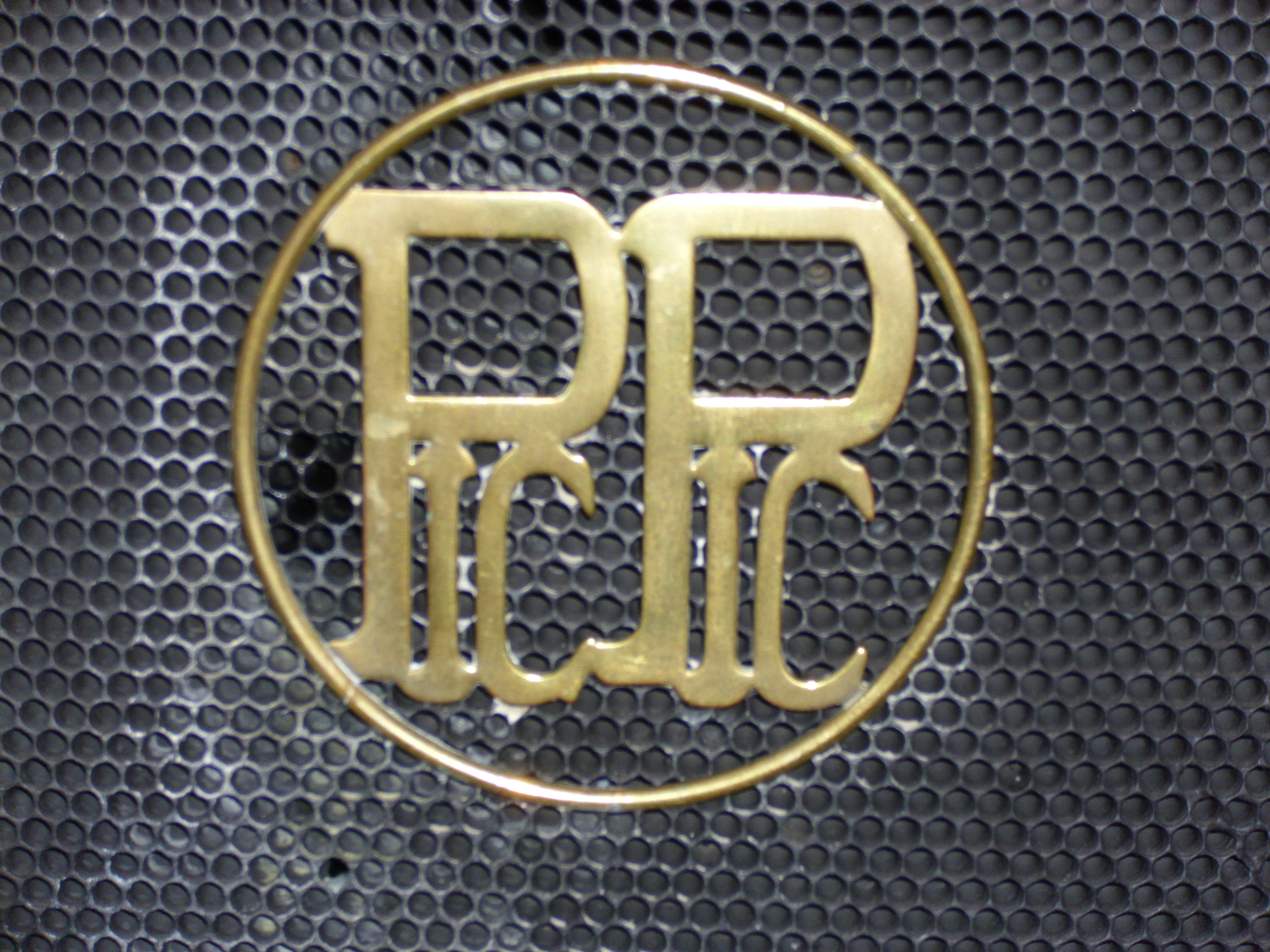
Kühlersymbol Pic-Pic
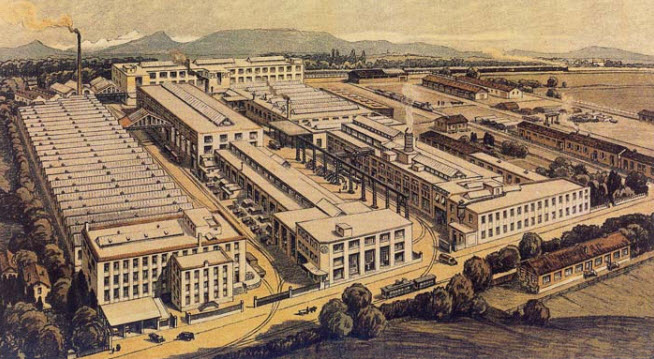
Werksanlagen von Piccard, Pictet (1920)

## Familie
Pictets Eltern waren der Genfer Bankier und Politiker Ernest Pictet und Gabrielle Elisabeth geborene Fuzier-Cayla. Er heiratete 1891 Marguerite, Tochter des Eugène-Etienne Rigot, Gemeindepräsident von Le Petit-Saconnex und in zweiter Ehe 1914 Marguerite, Tochter des Jean Chouet. Aus dieser stammen die Kinder Jean Pictet (1914–2002), Vizepräsident des Internationalen Komitees vom Roten Kreuz – er entwarf die Genfer Konventionen von 1949 und Violette (1920–1996), die als Schauspielerin und Schriftstellerin unter dem Pseudonym Isabelle Villars bekannt wurde.
Pictets Brüder waren der Chemiker Amé Pictet (1857–1937), der Staatsrat und Bankier Guillaume (1860–1926), der Herausgeber Paul (1862–1947) und der Zoologe Arnold Pictet (1869–1948). Der National- und Ständerat Gustave Pictet war der Bruder ihres Vaters.